# Jezioro Mochyńskie
Jezioro Mochyńskie – płytkie jezioro w województwie wielkopolskim, w powiecie wolsztyńskim, w gminie Przemęt niedaleko Moch.